# ピーター・オマホニー
ピーター・オマホニー（Peter O'Mahony、1989年9月17日 - ）は、ユナイテッド・ラグビー・チャンピオンシップ、マンスターに所属するラグビーユニオン選手でチームの主将。

## プロフィール
- アイルランド・コーク出身。
- ポジションはフランカー(FL)、ナンバーエイト(No.8)。
- 身長 191cm、体重 106kg
- U20アイルランド代表に選ばれたことがある[1]。
- アイルランド代表キャップは89（2022年12月現在）でラグビーワールドカップ2015・ラグビーワールドカップ2019のアイルランド代表に選ばれた[2]。
- ブリティッシュ・アンド・アイリッシュ・ライオンズに選ばれたことがある[3]。

## 略歴
2010年、マンスターに加入。 
2019年、マンスターの主将に就任した。 